# Cecil Mamiit
Cecil Valdeavilla Mamiit (Los Angeles, 27 giugno 1976) è un ex tennista statunitense naturalizzato filippino.

## Statistiche

### Singolare

#### Finali perse (1)
| Legenda                           |
| Grande Slam (0)                   |
| ATP Tour World Championships (0)  |
| Masters Series (0)                |
| Giochi olimpici (0)               |
| ATP International Series Gold (0) |
| ATP International Series (1)      |

| Numero | Data             | Torneo                | Superficie     | Avversario in finale | Punteggio |
| 1.     | 14 febbraio 1999 | Sybase Open, San Jose | Cemento indoor | Mark Philippoussis   | 3-6, 2-6  |